# Тепелєна (округ)
Тепелєна (алб. Rrethi i Tepelenës) — один з 36 округів Албанії.
Округ займає територію 817 км² і відноситься до області Гірокастра. Адміністративний центр — місто Тепелєна.
У XIX столітті ці місця відвідав лорд Байрон. Місцева краса, а також відданість і лютість албанських воїнів справили на нього таке враження, що він написав поему з назвою «Мати Албанія».
За сьогоднішніми албанським даними три чверті населення округу — бекташі, половина з решти чверті — православні. Але за даними 1913 корінне грецьке населення становило 45% від загального числа жителів.

## Географічне положення
Округ знаходиться в центральній, горбистій частині Південної Албанії. Займає частину долини річки Аоос і кілька долин між гір та пагорбів між Гірокастрою, Баллшем і Бератом. На західній і східній межі округу лежать величні гори, серед яких Maja e Kendrevicës (2122 м) на захід від Тепелєни.
На сході гірський ланцюг Грибських гір розриває річка Аоос, що тече ущелиною Gryka e Këlcyrës і зливається з Дрином трохи південніше Тепелени. Наближаючись до Адріатичного моря, долина Аоос стає все ширшою, а навколишня місцевість пологішою.
На південному заході знаходиться плоскогір'я Курвелеш. Навколишня місцевість складається карстових порід, що утворили численні химерні ущелини і печери. Поступово тут розвивається екотуризм.

## Транспорт
Крім долини річки Аоос і дороги з Фієрі в Центральній Албанії, що веде через Баллш і пагорби в Тепелєною, більшість районів округу важкодоступні. Дорога Фієр — Тепелєна є також найважливішим транспортним шляхом до Південної Албанію і далі до Греції. В даний час будується автобан з Фієрі в Тепелєну по долині Аоос.

## Економіка і промисловість
У Тепелєні виробляється вода у пляшках.
Основний центр вугледобувної промисловості в окрузі: місто Мемаліяй північніше Тепелєни.

## Адміністративний поділ
Округ територіально розділений на два міста: Мемаліяй і Тепелєна та 7 громад: Buz, Krahës, Курвелеш, Lopes, Luftinjë, Qendër, Qesarat.